# Barbara Konstan
Barbara Konstan, née le 16 juin 1895 à Kharkiv (Ukraine) et morte le 22 février 1966 à Paris, est une artiste peintre française d'origine polonaise.

## Biographie
Barbara Prichodkoff est la fille de Constantin Prichodkoff et Marie Olenitch-Gnenianko.
Elle épouse à Rome Sigismond Olesiewicz, alias Jean Olin.
Elle obtient la naturalisation française, ainsi que son mari, en mars 1947.
Elle habite au 130 de la rue d'Assas.
Elle est morte à l'Hôpital Cochin en février 1966, à l'âge de 70 ans.